# マッターホルン・ゴッタルド鉄道Deh4/4 91-96形電車

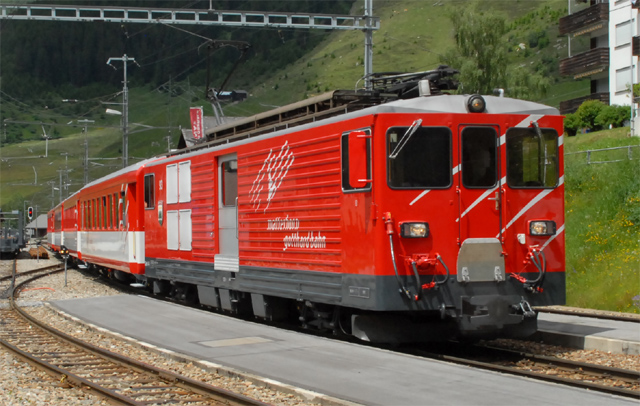
Deh4/4 93号機、現在のマッターホルン・ゴッタルド鉄道塗装、前照灯改造後、セドルン駅、2009年

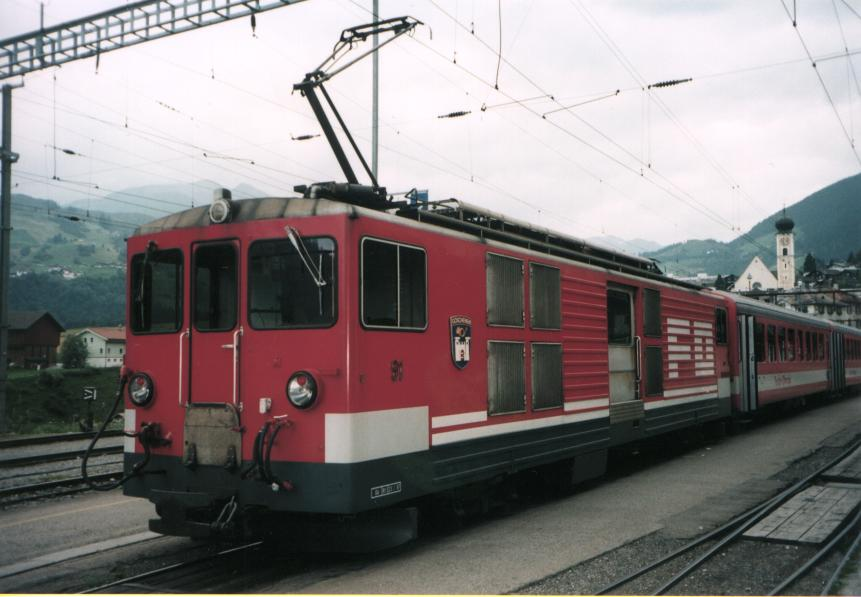
ディセンティス駅のDeh4/4 91号機、原形、製造時のフルカ・オーバーアルプ鉄道塗装、ディセンティス/ミュスター駅

マッターホルン・ゴッタルド鉄道Deh4/4 91-96形電車（マッターホルン・ゴッタルドてつどうDeh4/4 91-96がたでんしゃ）は、スイス南部の私鉄であるマッターホルン・ゴッタルド鉄道 (MGB) の山岳鉄道用ラック式荷物電車である。本形式は同鉄道の前身であるフルカ・オーバーアルプ鉄道が導入した機体であり、通称Deh4/4II形とも呼称されている。

## 概要
2003年にブリーク・フィスプ・ツェルマット鉄道と合併してマッターホルン・ゴッタルド鉄道となる以前のフルカ・オーバーアルプ鉄道では、1972年に主に冬季の輸送力増強を目的としてDeh4/4 51-55形ラック式荷物電車が2等客車2両と1等/2等合造制御客車を牽引するシャトルトレインを導入し、HGe4/4I形電気機関車を始めとする従来の機材による列車とともに運行していた。しかし、その後さらに輸送量が増加していたほか、1982年にはフルカベーストンネルの開業を控えていたため、同鉄道ではDeh4/4形を増備することとなり、Deh4/4 51-55形をベースにその改良増備形として1979年と1984年にそれぞれ4機と2機が製造された機体が本項で述べるDeh4/4 91-96形の91-96号機であり、識別のためDeh4/4 51-55形を通称Deh4/4I形、本形式をDeh4/4II形とも呼称されている。
本形式はシャトルトレイン方式の列車の増発、老朽化したHGe2/2形電気機関車や事業用ながら営業列車にも使用されていたHGm4/4形ディーゼル機関車の営業用運行の代替、フルカベーストンネルで運行される列車フェリー専用機であるGe4/4形電気機関車の検査予備、オーバーアルプ峠を越える列車フェリーなどの季節列車や事業用列車の牽引といったさまざまな運用で使用されることを想定したラック式の荷物電車となっており、車体、機械部分、台車の製造をSLM、電機部分、主電動機の製造をBBCが担当している。また、ラック式台車と駆動装置はHGm4/4形とDeh4/4 51-55形で、タップ切換制御の主制御装置はDeh4/4 51-55形でそれぞれ実績のあるものを採用し、1時間定格出力1032kW、牽引力247kNを発揮して最大勾配179パーミルで114tの列車を牽引可能な性能を有する機体となっている。なお、ベースとなったDeh4/4 51-55形からの変更点は以下の通りである。
- 車体の材質をアルミニウムから鋼に変更し、重量増を抑えるために車体を全長で1400mm、全軸距で1200mm短縮
- 運転台からの前方見通しの向上
- 走行時の騒音の抑制による居住性の向上
- 各機器類の整備性の向上
- ブレーキ応答時間の短縮によるラック区間での牽引トン数の増加
- 同時期に製造されたGe4/4形との一部機器類や設計の共通化

なお、それぞれの機番とSLM製番、製造所、機体名（主に沿線の街の名称、各機体に一覧の通りエンブレムが設置される）は下記のとおりである。
1979年に製造されたグループ
- 91 - 5147 - SLM/BBC - Göschenen
- 92 - 5148 - SLM/BBC - Realp
- 93 - 5149 - SLM/BBC - Oberwald
- 94 - 5150 - SLM/BBC - Fiesch

1984年に製造されたグループ
- 95 - 5290 - SLM/BBC - Andermatt
- 96 - 5291 - SLM/BBC - Münster

機体名/エンブレム一覧
91号機 Göschenen
92号機 Realp
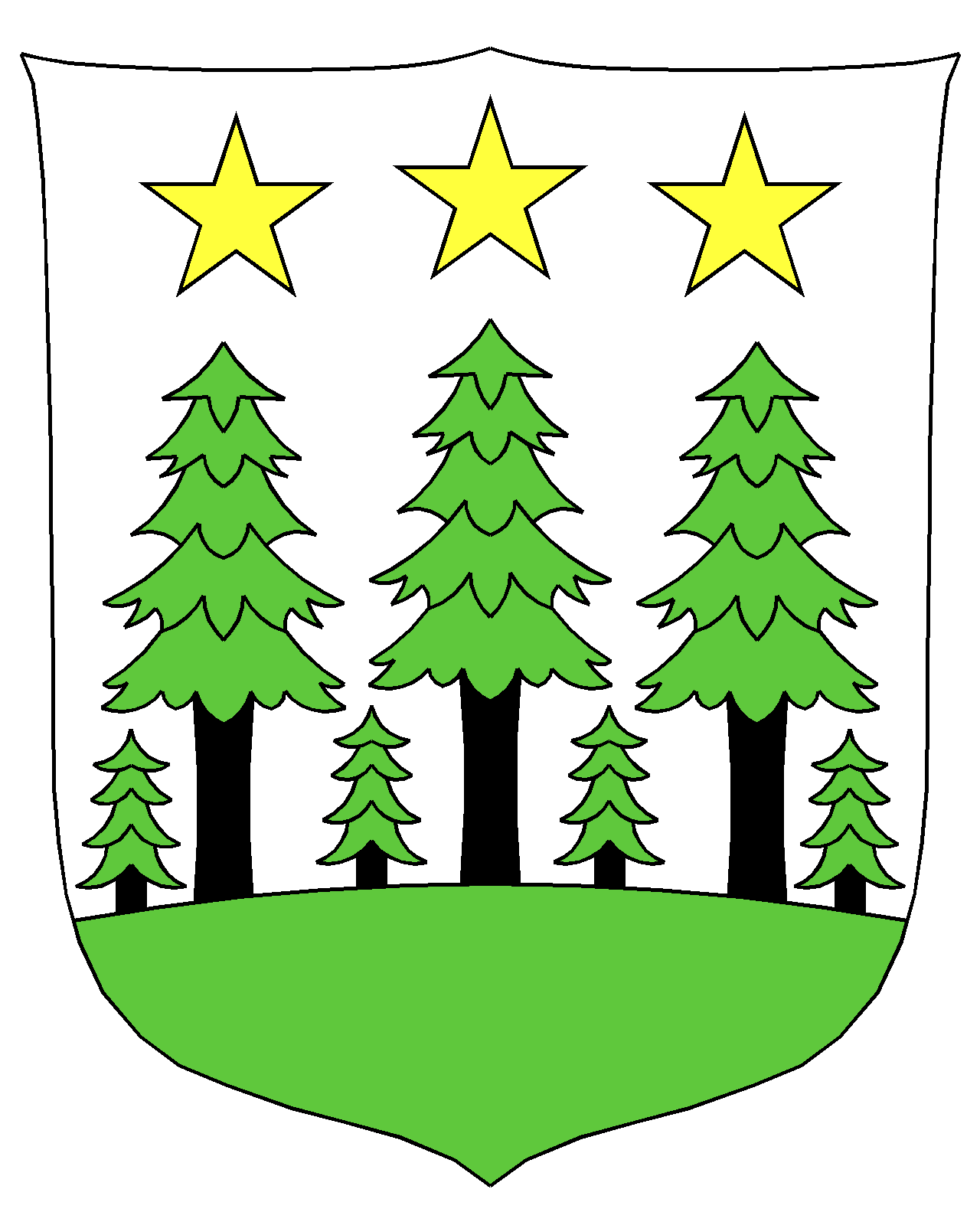
93号機 Oberwald
94号機 Fiesch
95号機 Andermatt
96号機 Münster

## 仕様

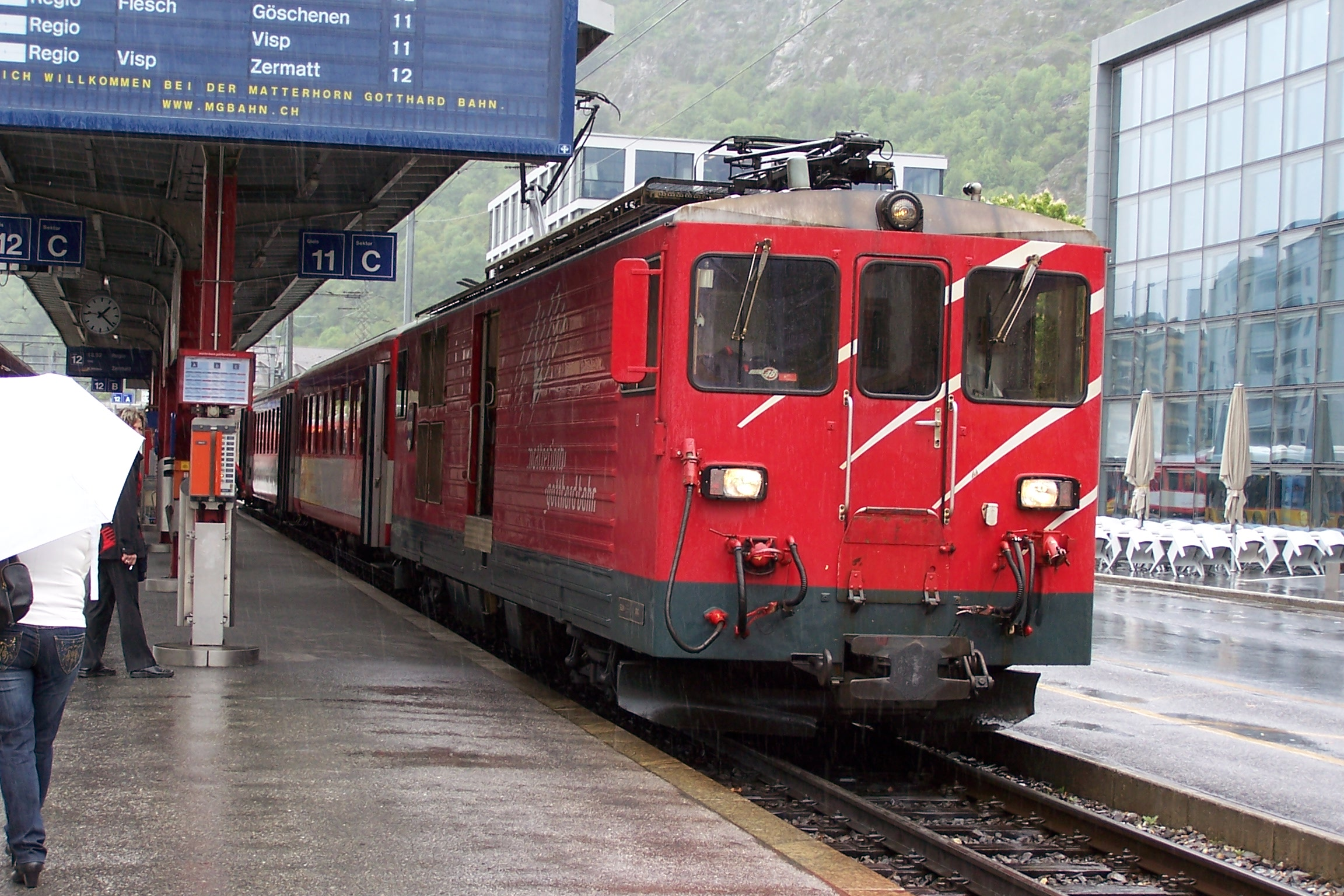
Deh4/4 94号機、ねじ式連結器を装備する前位側前面、現在のマッターホルン・ゴッタルド鉄道塗装、ブリーク駅、2013年

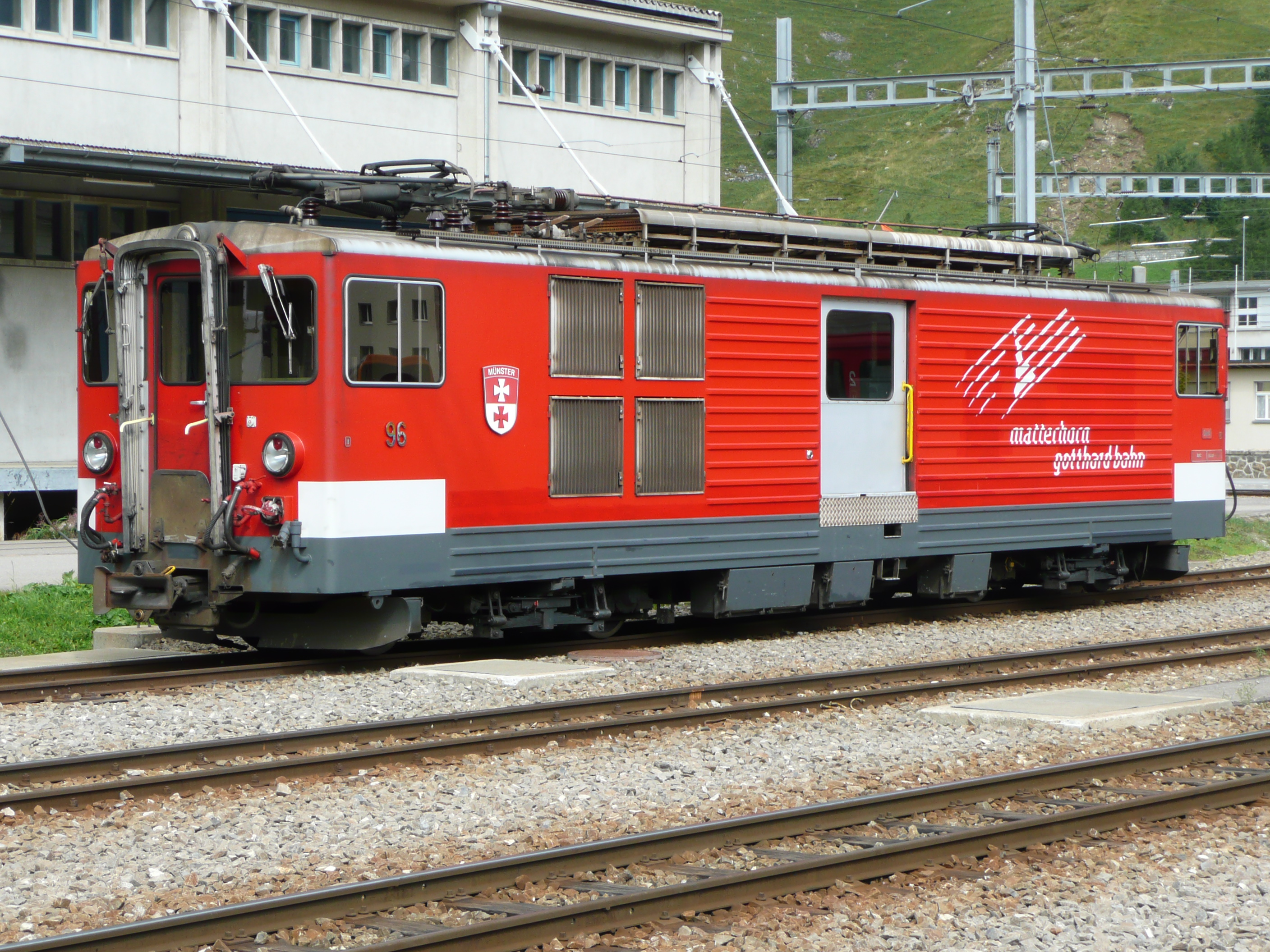
Deh4/4 96号機、+GF+式自動連結器と貫通幌を装備する後位側前面、初期のマッターホルン・ゴッタルド鉄道塗装、アンデルマット駅、2008年

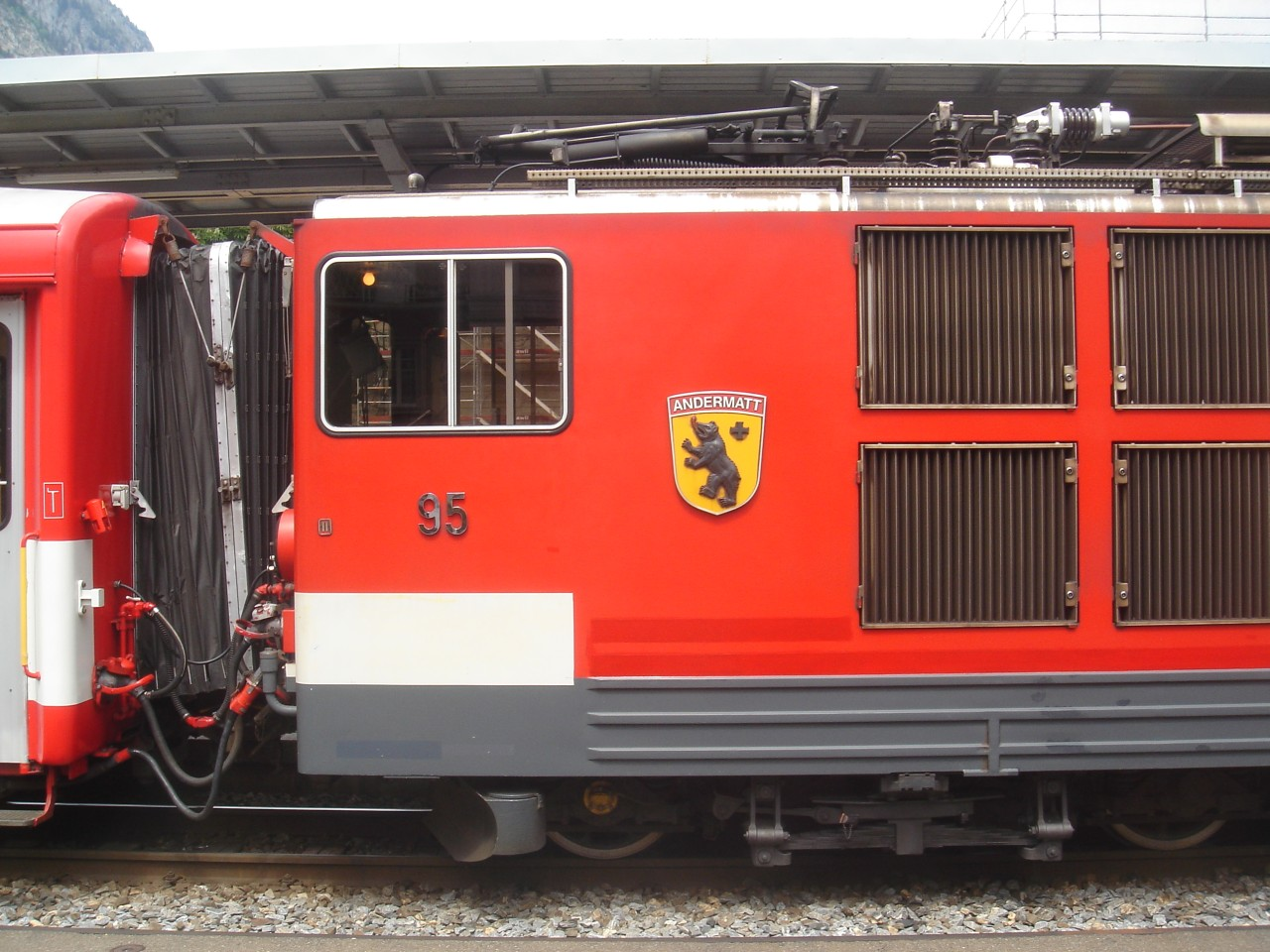
アンデルマットの紋章が付くDeh4/4 95号機の後位側車端部、車体台枠が箱状となっており台車上半部が台枠内に収まる、台車枕ばねは重ね板ばね式

### 車体
- 車体は両運転台式で中央に荷物室、その前後に機器室を配置したものとなっており、ベースとなったDeh4/4 51-55形のSIG[5]のアルミニウム製のものから本形式ではSLMの鋼製のものに変更され、車体長を短縮して材料変更による重量増を抑えている。構体は当時のSLM製電車・機関車用車体の標準設計のもので、側構体下部の台枠端梁部から上端部にかけて斜め後方に側柱を配して側構体に車端荷重を分散する構造となっている。また、台枠は鋼材を溶接組立により高さ約600mmの箱状として台車がその中に収まる形で装荷され、荷重は台枠下部の側受で受ける形のものとなっており、床面高はレール面上1200mmで前後の貫通扉部のみ連結される客車に合わせてスロープを経由して1段低くなっている。外観はベルナーオーバーラント鉄道[6]のABeh4/4II形電車などと類似の角ばったスタイルとなっており、正面は貫通扉付の3面折妻、側面および屋根にはコルゲーション板が使用され、中央に荷物扉を配置し、機器室部にルーバー付の空気取入口を設けている。
- 運転室は左側運転台で、車内の旅客等の通過に対応するため、貫通路部分と仕切ることができる半室式となっている。運転台は、中央にスイスやドイツで一般的な円形のハンドル式のマスターコントローラーが、左側に縦軸式の自動ブレーキ弁が設置され、運転室横の窓は引違い式で反運転台側にはバックミラーが設置されている。車体中央部には荷重1.5tの荷物室があり、両側面に幅広の片引戸が設置されている。また、荷物室の前後は中央通路式の機器室となっており、各機器室内の配置は以下の通りである。
  - 前位側機器室：（通路左側）前位側台車用主電動機冷却ファン、電気機器、電動空気圧縮機、（通路右側）タップ切換器、主制御装置、モニタ装置、前位側台車付属機器
  - 後位側機器室：（通路左側）各種補機類、圧縮空気タンク、真空タンク、発電ブレーキ励磁装置、後位側台車付属機器、（通路右側）各種補機類、後位側台車用主電動機冷却ファン、電動真空ポンプ、圧縮空気タンク
- 正面は貫通扉付の3枚窓のスタイルで、貫通扉上部と下部左右の3箇所に丸型の前照灯が設置されており、下部左右のものは丸形灯の内側上部に赤色の標識灯を組込んでいるほか、シャトルトレインの編成で客車と連結される後位側の先頭部のみ貫通幌が取付けられている。なお、2007年より順次窓下部の丸型前照灯を近年のスイス鉄道車両標準となる小型の角型の前照灯と標識灯のユニットに交換している。連結器は車体取付で、シャトルトレインの先頭側となる前位側（ディゼンティス/ミュスター側）はねじ式連結器で緩衝器が中央、フック・リングがその左右にあるタイプ、客車との連結側となる後位側（ブリーク側）は+GF+[7]ピン・リンク式自動連結器となっており、連結する車両に応じて連結する側を変えたり、必要に応じて方向転換をしたりして運用されているが、連結器自体も相互に換装可能な構造となっている。また、連結器周囲には重連総括制御用および暖房引通用の電気連結器とブレーキ用の連結ホースが設置されるほか、先頭下部の台車端部には大型スノープラウが設置されている。
- 屋根上には両端部にシングルアーム式のパンタグラフ2基が、後位側のパンタグラフ横に真空遮断器が、その間にブレーキ用の大型抵抗器が搭載されている。なお、車体長の短縮に伴いブレーキ用抵抗器の全長も小さくなったため、屋根高をDeh4/4 51-55形より90mm抑えて抵抗器容量確保のための全高の増加に対応している。また、床下の台車間中央には主変圧器が搭載され、その周囲に主変圧器冷却油用オイルクーラー、ブレーキ用圧縮空気タンク、蓄電池などが配置されている。
- 車体塗装は赤をベースに車体裾部がダークグレーで、車体四隅の下部には客車のものと合わせた太さの白帯が入り、その間にはコルゲーションに合わせた白色の細帯が2本入るものであった。また、側面右側には、コルゲーションに合わせて"FO"のロゴが入り、運転室左側窓下部には機番の切抜文字が、その後部には機体名のエンブレムが設置され、屋根および屋根上機器、側面ルーバー、荷物室扉、正面貫通扉の渡り板、手摺類が銀色、床下機器と台車はダークグレーであった。
- マッターホルン・ゴッタルド鉄道となった際には側面下部の2本の白色細帯が無くなり、"FO"のロゴが同鉄道のロゴとシンボルマークに変更されているほか、正面にもシンボルマークの一部である斜め線が入っている。
- 2007年以降に前照灯の改造を行った機体については同時に塗装の変更がされてDeh4/4 51-55形およびDeh4/4 21-24形と同一の塗装となっており、車体四隅下部の白色太帯が無くなり、機番の切抜文字が撤去されて運転室右側側面窓後部のレタリングに変更されたほか、一部の機体は正面貫通扉の渡り板が銀から赤に変更されている。

### 走行機器
- 主変圧器は床下中央に油冷式のものを搭載し、主制御装置は機器室内にDeh4/4 51-55形のものを踏襲したタップ切換制御のものをベースに、機器の小型化を図った新型を搭載しているほか、屋根上のブレーキ用抵抗器を使用する発電ブレーキ機能を有している。また、補機として主変圧器冷却用のオイルクーラーとオイルポンプ、主電動機冷却用の冷却ファンなどを搭載している。なお、Deh4/4 51-55形をベースに1975-76年にブリーク・フィスプ・ツェルマット鉄道が導入したDeh4/4 21-24形はサイリスタによる位相制御を採用したが、本形式では機器の共通化などのためタップ切換制御に戻された形となっている。
- 主電動機はBBC製交流整流子電動機を4台搭載し、1時間定格出力1032kW（於29.9km/h）、牽引力247kNの性能を発揮する。冷却は冷却ファンによる強制通風式で、冷却風は車体側面の吸気口から吸入する。
- 台車はHGm4/4形のものをベースに連結器を台車取付から車体取付に変更した、ベースとなったDeh4/4 51-55形のものの改良型で互換性を持つ軸距2790mm、動輪径790mm、ピニオン径688mmのラック式台車である。また、駆動装置もこれらの機体のものと同様で、ベルナーオーバーラント鉄道のABeh4/4I形のものをベースに、最急勾配179パーミル対応などの改良を施したものとなっている。台車に関するDeh4/4 51-55形からの改良点は以下の通り。
  - フランジ弛緩防止のため、動輪をスポーク車輪から一体車輪へ変更。
  - ブレーキ応答時間短縮のため、ブレーキシリンダを変更。
  - 車体汚損防止のため、フランジ塗油器を車体装荷から台車装荷へ変更。
  - 台車と車体間の電線の取り回しの変更。
  - 保安装置の改良。
- 台車枠は鋼板の溶接組立式で側梁と端梁、側梁間に3本設けられた中梁で構成され、側梁の中央部が左右に張出した（その下部に枕ばねが配置される）形状となっている。また、軸箱支持方式は円筒案内式、枕ばねは重ね板ばね、軸ばねはコイルばねで、牽引力および荷重の伝達は以下の通り。
  - 牽引力：動輪およびピニオン→軸箱→軸箱支持装置→台車枠→台車中央の心皿穴に配置されたセンターピン→左右の車体支持用側受の間（台車の台車枠と枕ばね/揺れ枕の間を通る）に渡された車体支持梁中央の心皿穴→車体台枠側梁下部の車体支持部→車体台枠
  - 荷重：車体台枠→車体台枠側梁下部の車体支持用側受→左右の車体支持用側受の間に渡された車体支持梁→車体支持梁と枕ばね間の摺板（台車の回転方向の動きを吸収）→左右1組ずつの重ね板ばね式枕ばね（台車の上下方向の動きを吸収）→台車枠→軸ばね→軸箱→動輪
- ラック方式はラックレールが2条のアプト式[8]で、ピニオンは各動軸にフリーで嵌込まれており、動輪と同じ主電動機で駆動され、動輪のタイヤの1/2磨耗した時に動輪とピニオンの周速が一致するようにギヤ比が設定されている。この方式は、フルカ・オーバーアルプ鉄道でもHGe4/4I形以降標準的に使用されていた方式で、構造が単純で小型化もできることから現在でもスイス製のラック式電車では最も実績のある方式となっている。一方でこの方式は直径の異なる動輪とピニオンが歯車を介して機械的に接続されるものであるため、大出力の機体では動輪径によっては周速の差による駆動装置への負担が大きくなるため[9]本形式の駆動装置では、動輪側の駆動系統に電磁空気作動式の摩擦クラッチを組込み、ここで過負荷を吸収する構造としているほか、動輪を駆動系から開放して純ラック式電車として運行することもできるものとなっている。主電動機は台車枠の横梁間に枕木方向に装荷され、そこから吊り掛け式に装荷された駆動装置を経由して動輪とピニオンに伝達される方式で減速比は動輪が1:7.343、ピニオンが1:6.445であり、動力の伝達経路は以下の通りとなっている。
  - 動輪：主電動機出力軸 - 弾性継手 - 主電動機軸と同軸の中空軸に設けられた小歯車 - 中間軸の大歯車 - 大歯車に組込まれたクラッチ - 中間軸と同軸の中空軸の中間歯車 - 中間歯車 - 動軸用大歯車 - 粘着動輪
  - ピニオン：主電動機出力軸 - 弾性継手 - 主電動機軸と同軸の中空軸に設けられた小歯車 - 中間軸の大歯車 - 中間軸の中間歯車 - 中間歯車 - 動軸と同軸の中空軸に設けられたピニオン用大歯車 - ピニオン
- 基礎ブレーキ装置として、各動輪に作用する踏面ブレーキを1台車あたり計4組（ブレーキシリンダは各1基ずつ計4基）、ピニオン併設のブレーキドラムに作用するバンドブレーキを1台車あたり2組（ブレーキシリンダは各1基ずつ計2基）、主電動機出力軸端に設置されたブレーキドラムに作用するバンドブレーキを1台車あたり2組（ブレーキシリンダは各1基ずつ計2基）を装備しており、踏面ブレーキとピニオン用ブレーキは非常用および駐機用として使用されるばねブレーキを兼用しており、ブレーキシリンダ内にコイルばねを組込んでいる。また、機体両端の動輪に砂撒き装置が設置されており、砂箱はスノープラウ内に設けられている。
- ブレーキ装置は主制御器による発電ブレーキ、踏面ブレーキと主電動機軸のバンドブレーキに作用する自動空気ブレーキ、ピニオンに作用する直通空気ブレーキ、非常停止用および駐機用のばねブレーキ、客車などの列車用の自動真空ブレーキ装置を装備するほか、95、96号機はGe4/4形の予備機として使用するための列車用自動空気ブレーキ装置を搭載しており、93、94号機も1984年に追設改造を実施している。また、Deh4/4 51-55形と比較して自車のブ レーキ装置の応答性を向上させて下り勾配でのブレーキ空走距離を短縮することにより、ラック区間での牽引トン数が110パーミルで118tから134t に、179パーミルでは104.6tから114tにそれぞれ増加している。

### 主要諸元
- 軌間：1000mm
- 電気方式：AC11kV 16.7Hz 架空線式
- 最大寸法：全長15500mm、全幅2683mm、車体幅2654mm、全高3800mm（パンタグラフ折畳時）、屋根高3330mm
- 軸配置：Bozz'Bozz'
- 軸距：2790mm
- 動輪径：790mm
- ピニオン径：688mm
- 台車中心間距離：8800mm
- 自重：49.5t（機械部分28.5t、電機部分21.0t）
- 荷重：1.5t
- 走行装置
  - 主制御装置：タップ切換制御
  - 主電動機：交流整流子電動機×4台
  - 減速比：7.343（動輪）、6.445（ピニオン）
- 性能
  - 定格出力：1032kW（1時間定格、於29.9km/h）、936kW（連続定格、於31.4km/h）
  - 牽引力：247.2kN（最大）、117.7kN（1時間定格、於29.9km/h）、101.2kN（連続定格、於31.4km/h）
  - 牽引トン数：134t（110パーミル・ラック区間）、114t（179パーミル・ラック区間）
- 最高速度
  - 粘着区間：60km/h
  - ラック区間：30km/h
- ブレーキ装置：発電ブレーキ、自動空気ブレーキ、直通空気ブレーキ、ばねブレーキ、列車用自動真空ブレーキ、列車用自動空気ブレーキ（93-96号機）

## 運行
- マッターホルン・ゴッタルド鉄道の旧フルカ・オーバーアルプ鉄道区間およびシェレネン線でローカル列車の牽引に使用されている。
- 旧フルカ・オーバーアルプ鉄道の本線は現在では全長96.9km、最急勾配110パーミル（粘着区間は67パーミル）標高671-2033mで旧ブリーク・ フィスプ・ツェルマット鉄道およびBLS AG[10]のレッチュベルクトンネルおよびレッチュベルクベーストンネル方面、スイス国鉄のローザンヌおよびシンプロントンネル方面と接続するブリークから、レーティッシュ鉄道[11]のクール方面に接続するディゼンティス/ミュスターを結ぶ路線であり、1982年のフルカベーストンネル開業前は旧フルカ峠区間[12]は豪雪、雪崩多発地帯のため、10月半ばから翌6月初めまでの冬季はオーバーヴァルト - レアルプ間を運休していた。
- 旧シェレネン鉄道のシェレネン線は全長3.7km、最急勾配179パーミル[13]で、標高1435mのフルカ・ オーバーアルプ鉄道のアンデルマットと標高1106mのでスイス国鉄ゴッタルド線のゴッタルドトンネルおよびアルトドルフ方面に接続するゲシェネンを結ぶ路線である。
- 1979年の本形式91-94号機の導入に合わせて、1980年にB 4273-4288形2等客車16両とABt 4155-4159形1等/2等合造制御客車5両が導入されている。これらの客車はSIG製の標準型客車の系列であるEW IIシリーズ[14]であり、それぞれ全長17915mm、自重15.0tの2等客車、全長17910mm、自重15.8tの1等/2等合造制御客車で、Deh4/4 91-96形がB 4273-4288形2両とABt4155-4159形1両を牽引する4両編成のシャトルトレイン系4編成で運用されたほか、B 4273-4288形の残りの8両のうち一部は従来のB 4263-4272形4269-4272号車[15]やB 4251-4258形2等客車の一部を置き換えてDeh4/4 51-55形およびABt 4151-4154形との4両編成のシャトルトレインで運用されたほか、ABt 4155-4159形の残りの1両とともに予備車となっている。なお、置きかえられたB 4251-4258形は連結器をシャトルトレイン用の+GF+自動連結器からねじ式連結器に交換して通常の機関車牽引の列車で運用されている。
- その後フルカベーストンネルの列車フェリー用Ge4/4形の予備機がDeh4/4 93-96号機からHGe4/4II形に変更されたことに伴い、これらをシャトルトレインとして運用するためのABt 4181II-4182II形が1987年に導入され、代わりにABt 4151-4154形の一部か予備もしくは通常の列車用に転用されている。この客車はACMV[16]のEW IIシリーズとなっており、全長17910mm、自重15.5tの1等/2等合造制御客車である。
- これらのシャトルトレインは必要に応じて編成にさらに客車を増結して使用されているが、その際には編成内に造結される形ではなく、4両編成全体で数両の客車を牽引する形態での運行となっているほか、その後4両の編成もDeh4/4 51-55形とDeh4/4 91-96形、各客車が混在したものとなっている。また、2006年頃からは同系列のラック式荷物電車である旧ブリーク・フィスプ・ツェルマット鉄道のDeh4/4 21-24形が旧フルカ・オーバーアルプ鉄道線に転用されるようになり、うち1機が旧ブリーク・フィスプ・ツェルマット鉄道のBt 2251-2254形2等制御客車とB 2281-2290形2等客車、旧フルカ・フルカ・オーバーアルプ鉄道のAB 4171-4172形1等/2等合造客車との4両編成のシャトルトレインで運行されている[17]ほか、2013年からはシュタッドラー・レール[18]製で全長18280mm、低床部床面高440mmの部分低床式2等客車B 4211-4221形11両が導入され、本形式およびDeh4/4 51-55形が牽引するシャトルトレインの編成中の中間客車1両がこれに置き換えられている。
- 2007年にはレッチュベルクベーストンネルの開業を見越してブリーク駅付近の路線が変更され、それまで駅の西側から進入していた旧フルカ・オーバーアルプ鉄道線が東側に付け替えられてブリーク駅のスイッチバックが解消され、アンデルマット方面の普通列車はフィスプ発着に、同じくツェルマット方面の普通列車がブリーク発着となり、現在では本形式やDeh4/4 51-55形のシャトルトレインはフィスプ - ブリーク - アンデルマット - ゲシェネン間、アンデルマット - ディゼンティス/ミュスター間、アンデルマット - ゲシェネン間での運行となっている。
- 1982年に開業した全長15.442kmのフルカベーストンネルでは、通常の列車のほかに、Ge4/4形電気機関車が自動車積載車、BDt 4361-4363形制御客車を牽引する列車2編成でトンネルの両端のレアルプ - オバーワルド間を運行する列車フェリーが運行されていたが、Ge4/4形は2機のみの所有であったため、検査時には代替として本形式93-96号機のうち2機が列車フェリーを牽引している。なお、BDt 4361-4363形からは本形式を遠隔制御できないため、本形式は編成の両端に配置されたほか、1986年からは単機でGe4/4形と同じ90km/hで列車を牽引可能なラック式電気機関車のHGe4/4II形が代替機として使用されている。
- 前記のフルカ峠をくぐり抜ける列車フェリーの運行開始と同じ1982年からはオーバーアルプ峠を越えるアンデルマット - セドルン間やそこからレーティッシュ鉄道方面への列車フェリーが運行されており、本形式もその牽引に多用されている。この列車は乗用車など数台を積載できるSkl-v 4831-4833形もしくはSkl-v 4834-4836形車運車数両と客車1-2両を荷物電車もしくは機関車が牽引するもので、本形式やDeh4/4 51-55形が牽引する場合の客車にはABt 4151-4154形などの制御客車を使用する場合もある。
- 製造当初はシェレネン線の貨物列車を牽引して旧来のHGe2/2形を置き換えているが、その後同線の貨物輸送は廃止されている。そのほか、通常の客車列車、工事列車などの牽引にも単機または重連で使用される。これらの列車は通常のねじ式連結器を装備しているため、牽引の際には専ら前位側に連結されている。

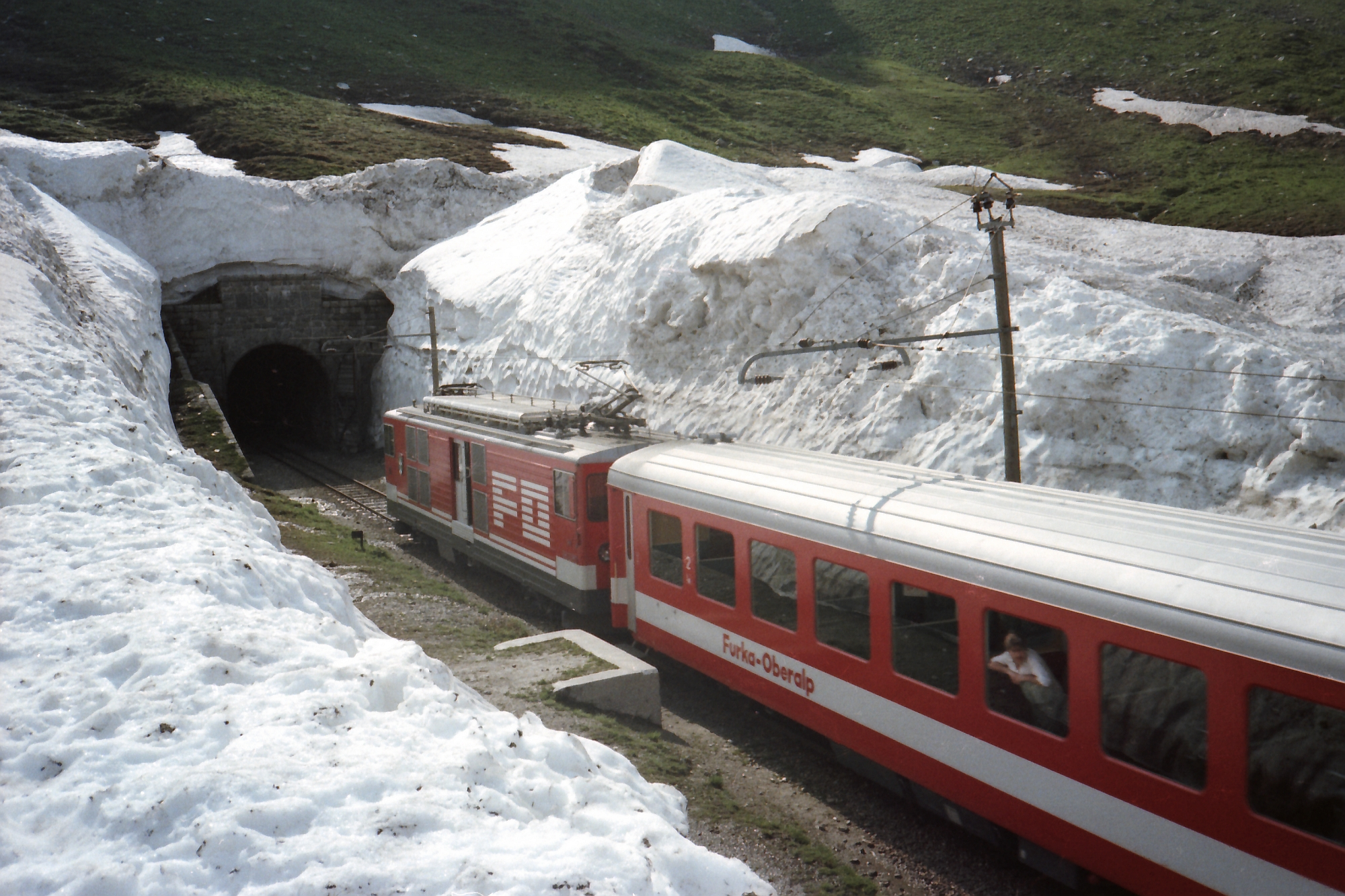
旧フルカトンネル入口、区間列車を牽引するDeh4/4 91-96形、1981年
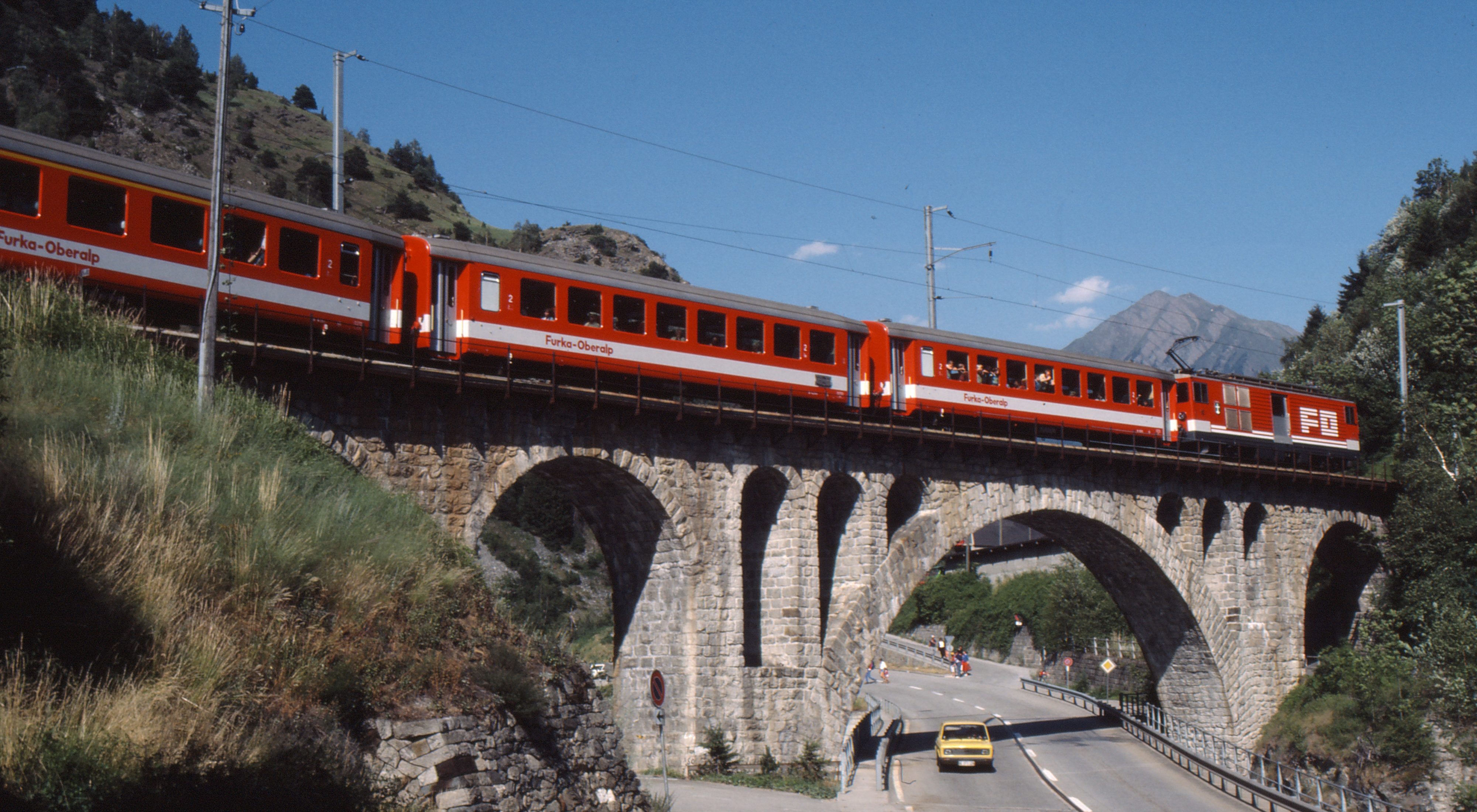
区間列車を牽引するDeh4/4 91-96形、フルカ・オーバーアルプ鉄道塗装、1984年
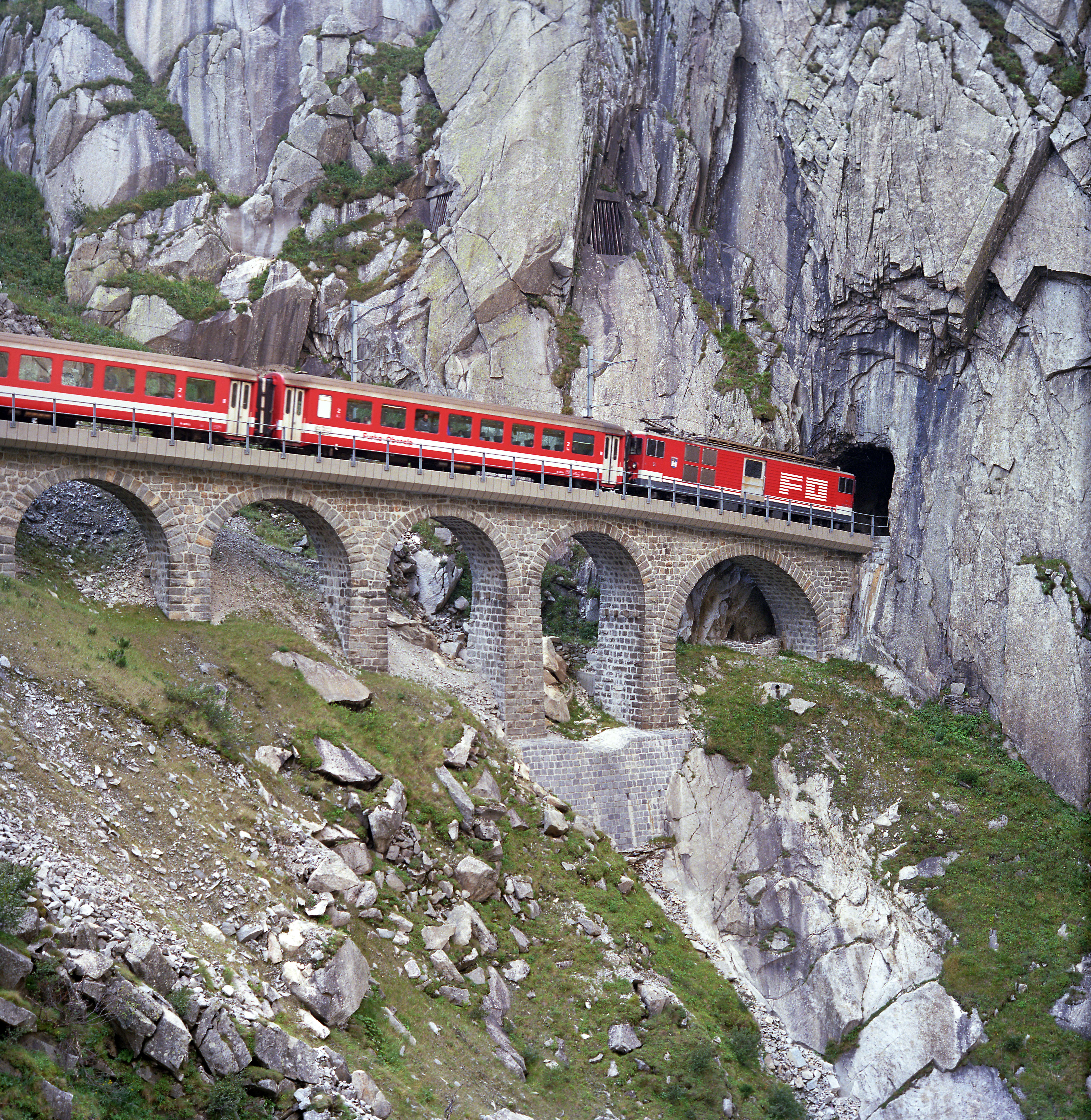
シェレネン線の運行で使用されるDeh4/4 91-96形、1996年
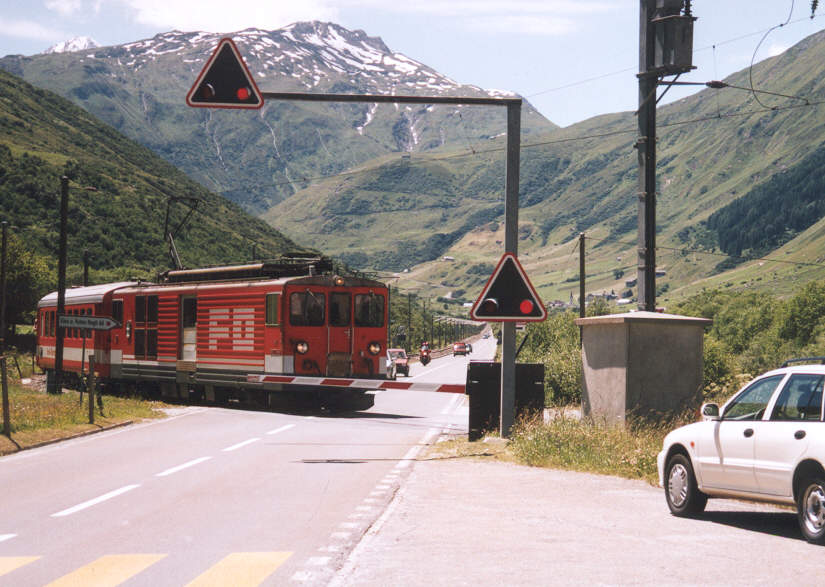
アンデルマット付近、区間列車を牽引するDeh4/4 91-96形、2001年
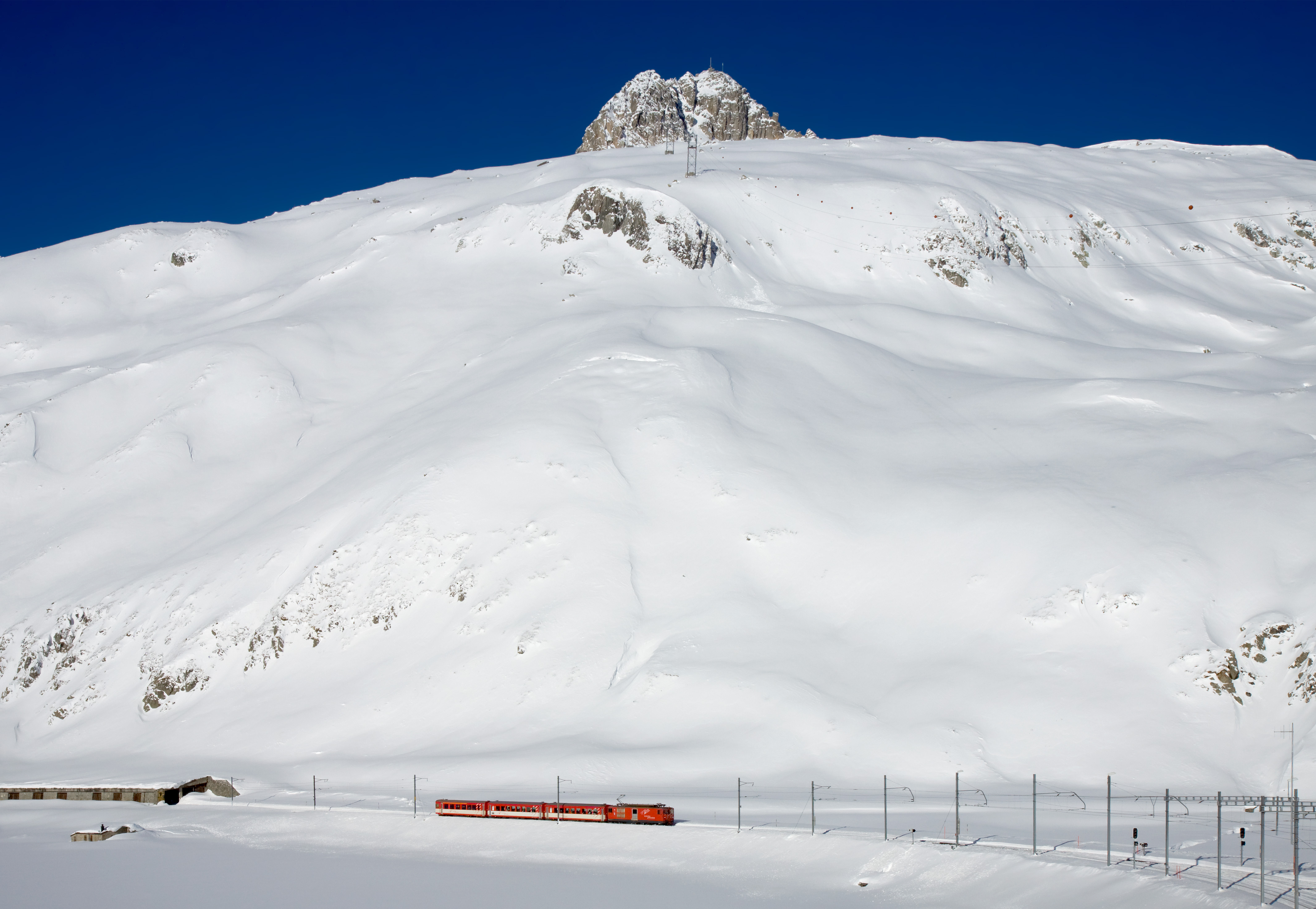
ライン川源流のオーバーアルプパスヘーエ付近、Deh4/4 91-96形が牽引する標準的な4両編成、制御客車付きの区間列車、2010年
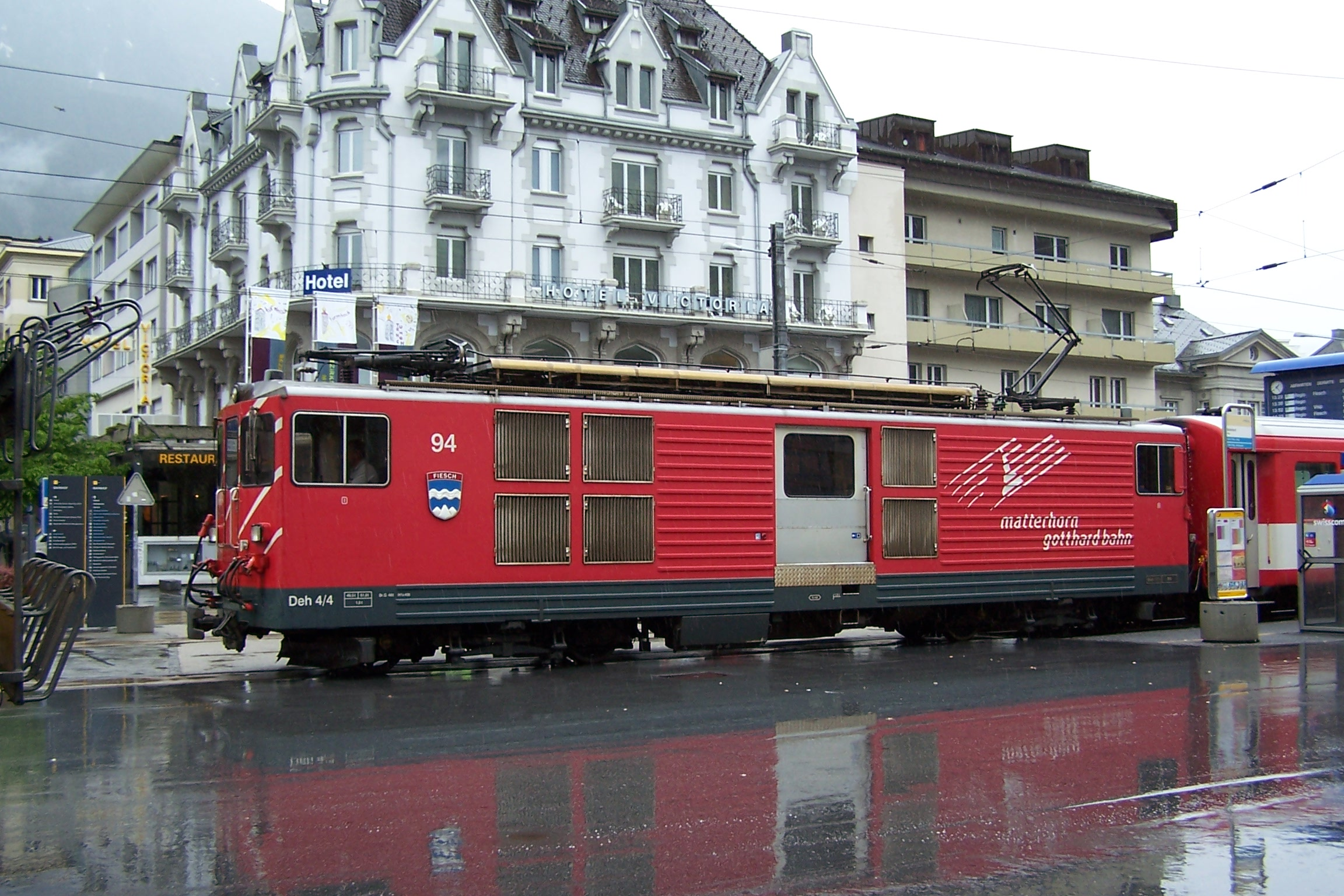
ブリーク駅を発車するゲシェネン行きの区間列車、同駅はスイス国鉄ブリーク駅前の路上に設けられている、2013年
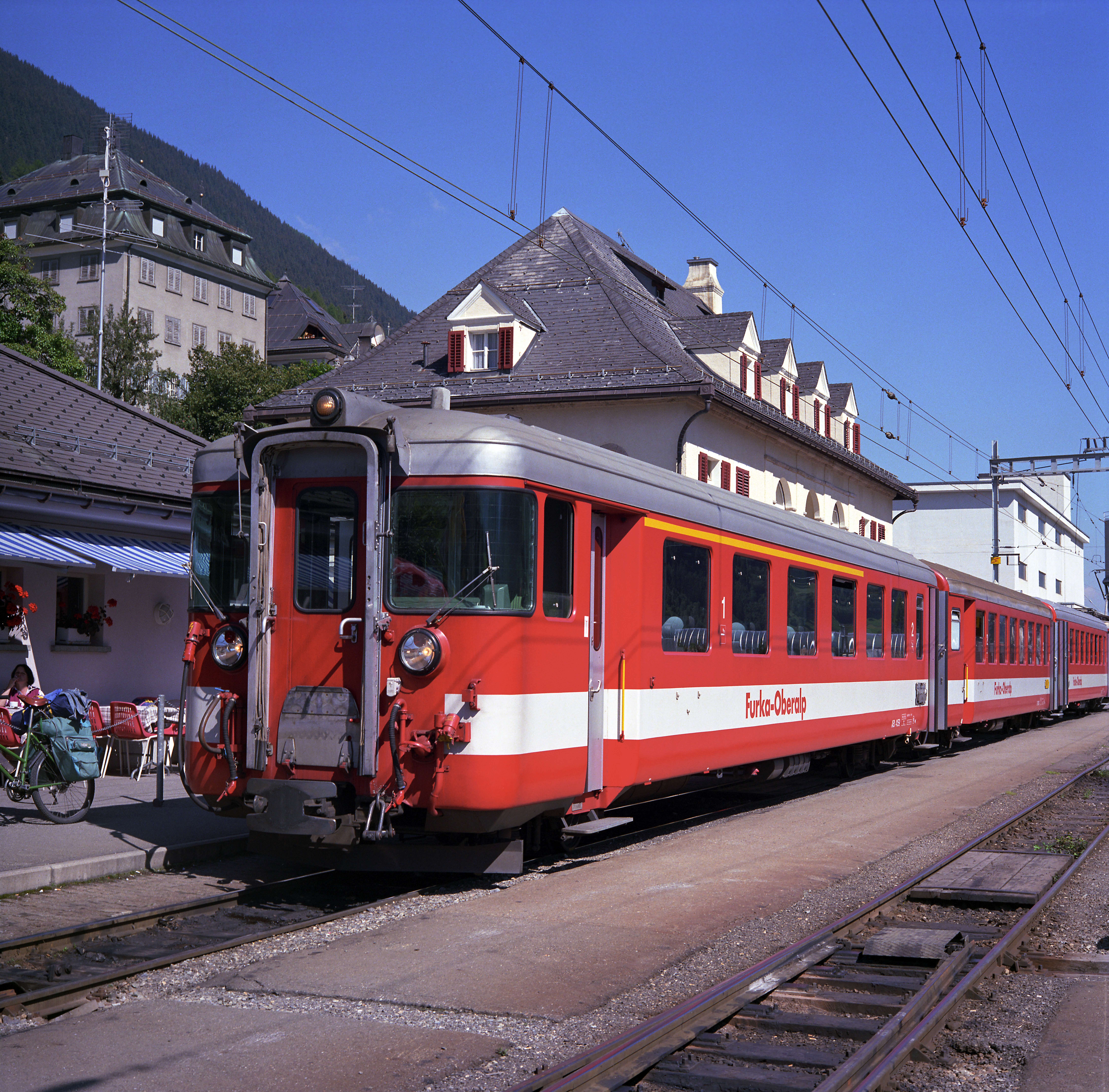
ABt 4155-4159形のABt 4159号車、フルカ・オーバーアルプ鉄道塗装、1996年
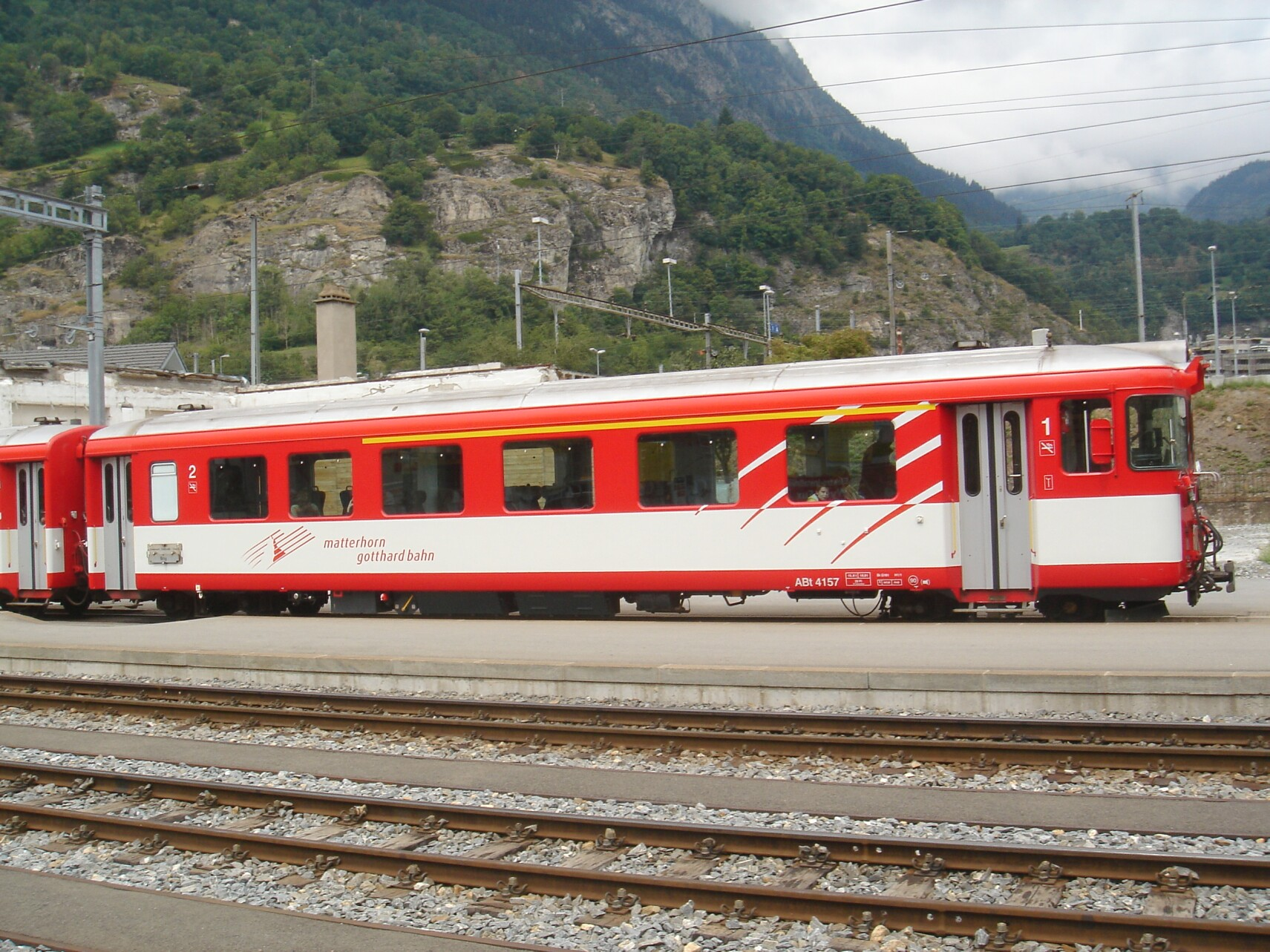
ABt 4155-4159形のABt 4157号車、マッターホルン・ゴッタルド鉄道塗装、ブリーク駅、2006年
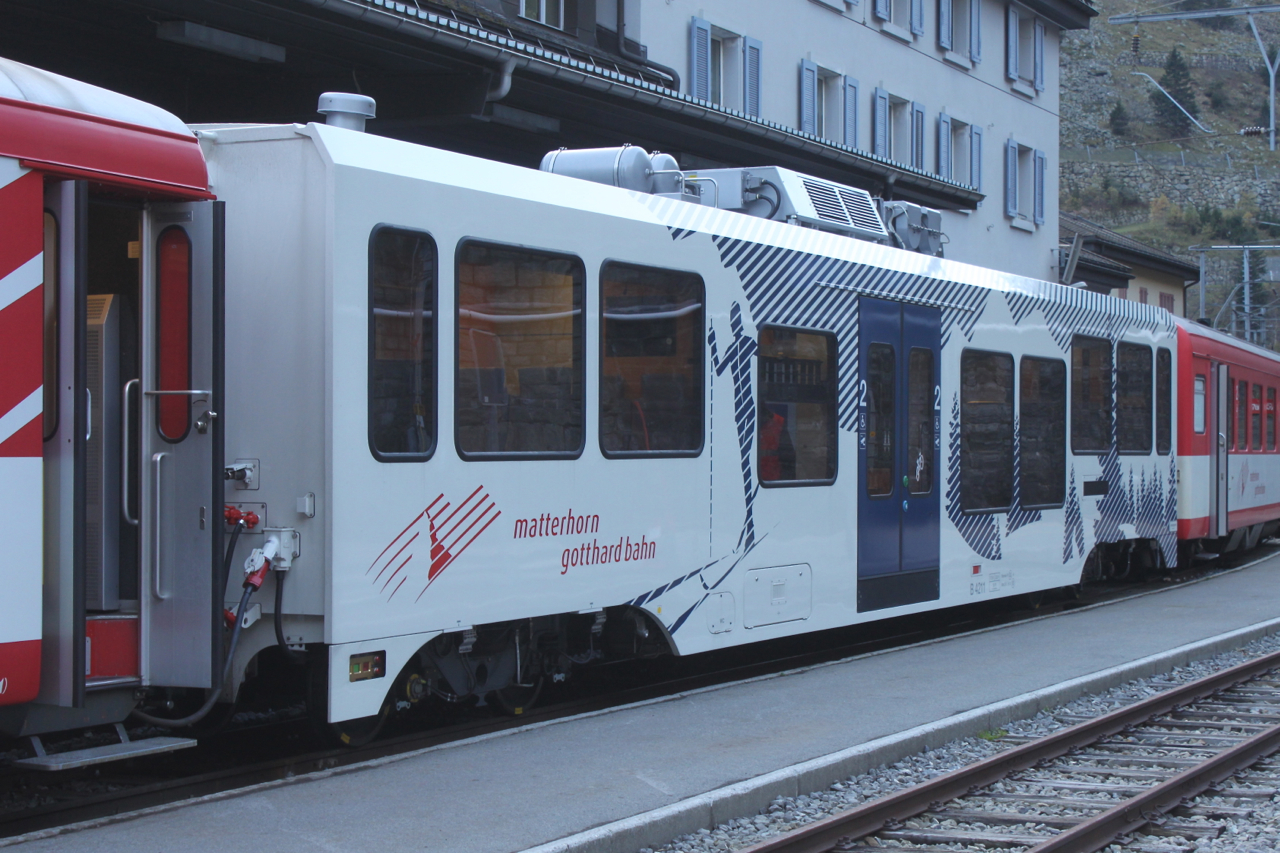
新しい部分低床式客車であるB 4211-4222形のB 4211号車、ゲシェネン駅、2013年